# Audio Bullys
Audio Bullys — британская электронная группа. В неё входят Саймон Фрэнкс (англ. Simon Franks) и Энди Амфо (англ. Andy Ampho). В 2001—2012 годах участником группы также был Том Динсдэйл (англ. Tom Dinsdale).

## История группы
Том Динсдейл и Саймон Фрэнкс начали свою музыкальную деятельность в ночных клубах Лондона. Том впервые попробовал работать за диджейским пультом в 16 лет, а в 17 стал резидентом в лондонском клубе «Milk N' 2 Sugars». Затем его привлекла продюсерская работа, и Том смог добиться успеха на этом поприще: пластинки с его именем к 1998 году стали пользоваться популярностью у многих диджеев мира.
Саймон также увлекался музыкой с детства: он брал уроки фортепиано, а в юности освоил ударные инструменты. Саймон стал опытным музыкантом — вокалистом, клавишником и программистом.
Впервые встретившись в одном из лондонских клубов, Том и Саймон вскоре начали совместное творчество. Их первые синглы «We don’t care», «The Things» и «Way Too Long» были созданы, как микс различных направлений музыки. Энергия этого микса олицетворяла ритм большого города. Некоторое время менеджером группы был диджей и телеведущий Джордж Лэмб.
В 2003 году Динсдейл и Фрэнкс выпустили свой дебютный лонг-плей «Ego War», клубные композиции которого были высоко оценены критиками. В конце того же года музыканты приступили к работе над серией микс-альбомов «Back to Mine». В конце 2005 и начале 2006 годов вышел сингл «Shot You Down» и их второй альбом «Generation». В работе над в вторым альбомом Audio Bullys помогал вокалист группы Madness Грэм Макферсон (он же Саггс).
29 марта 2010 года вышел третий альбом «Higher Than the Eiffel».
16 февраля 2012 года Audio Bullys распались по причине того, что Том Динсдейл ушёл из дуэта ради другого проекта. Однако уже 19 июля Саймон Фрэнкс вместе с новым диджеем дуэта Энди Амфо принял участие в турне по России, дав концерты в Санкт-Петербурге, Самаре и Нижнем Новгороде.

## Дискография

### Студийные альбомы
- Ego War (2003)
- Generation (2005)
- Higher Than the Eiffel (2010)

### Микс-альбомы
- Back to Mine: Audio Bullys (2003)

### Синглы
| Год  | Сингл                                                   | Позиция в чартах | Позиция в чартах | Позиция в чартах | Позиция в чартах | Позиция в чартах | Альбом                 |
| Год  | Сингл                                                   | UK               | AUS              | IRL              | ITA              | NL               | Альбом                 |
| ---- | ------------------------------------------------------- | ---------------- | ---------------- | ---------------- | ---------------- | ---------------- | ---------------------- |
| 2003 | "We Don't Care"                                         | 15               | —                | —                | —                | 97               | Ego War                |
| 2003 | "The Things"/"Turned Away"                              | 22               | —                | —                | —                | —                | Ego War                |
| 2003 | "Way Too Long"                                          | —                | —                | —                | —                | 86               | Ego War                |
| 2005 | "Shot You Down" (featuring Nancy Sinatra)               | 3                | 17               | 22               | 47               | 23               | Generation             |
| 2005 | "I'm in Love"                                           | 27               | —                | 43               | —                | 72               | Generation             |
| 2008 | "Gimme That Punk"                                       | —                | —                | —                | —                | —                |                        |
| 2010 | "Only Man"                                              | 44               | —                | —                | —                | —                | Higher Than the Eiffel |
| 2010 | "Wicked Things (Sander Kleinenberg feat. Audio Bullys)" | —                | —                | —                | —                | —                |                        |
| 2015 | "Under Pressure (w/ Alex Kidd)"                         | —                | —                | —                | —                | —                |                        |
| 2016 | "It Was A Very Good Year (featuring Surge)"             | —                | —                | —                | —                | —                |                        |